# Meus Prêmios Nick 2006
La 7ª edizione dei Meus Prêmios Nick si è svolta tra agosto e settembre del 2006 presso il Qualistage, a Rio de Janeiro (26-27 agosto) e Tokio Marine Hall, a San Paolo (2-3 settembre).

## Vincitori e candidature

### Televisione

#### Attrice preferita
- Mariana Ximenes - Cobras & Lagartos
- Cláudia Raia - Belíssima
- Carolina Dieckmann - Cobras & Lagartos
- Luiza Valdetaro - Malhação

#### Attore preferito
- Reynaldo Gianecchini - Belíssima
- Marcello Antony - Belíssima
- Cacá Carvalho - Belíssima
- Daniel de Oliveira - Cobras & Lagartos

#### Serie animata preferita
- SpongeBob
- Avatar - La leggenda di Aang
- Le avventure di Jimmy Neutron
- W.I.T.C.H.

### Musica

#### Artista internazionale preferito
- RBD
- Black Eyed Peas
- Green Day
- Simple Plan

#### Cantante donna preferita
- Pitty
- Sandy
- Ivete Sangalo
- Marjorie Estiano

#### Cantante uomo preferito
- Marcelo D2
- Felipe Dylon
- Chorão
- Junior Lima

#### Gruppo musicale preferito
- CPM 22
- Charlie Brown Jr.
- Jota Quest
- Sandy & Junior

#### Canzone dell'anno
- Ela Só Pensa em Beijar - MC Leozinho
- Replay - Sandy & Junior
- Memórias - Pitty
- Ela Vai Voltar - Charlie Brown Jr.

#### Video musicale preferito
- Ela Vai Voltar - Charlie Brown Jr.
- Bola de Sabão - Babado Novo
- Anacrônico - Pitty
- Replay - Sandy & Junior

#### Rivelazione musicale
- Mc Leozinho
- Lívia Falcão
- Luxúria
- Seu Cuca

### Miscellanea

#### Uomo dell'anno
- Ricardo Kaká
- Reynaldo Gianecchini
- Bruno Gagliasso
- Vitor Morosini

#### Donna dell'anno
- Cléo Pires
- Raica Oliveira
- Paolla Oliveira
- Juliana Paes

#### Atleta preferito
- Robinho
- Daiane dos Santos
- Rogério Ceni
- Ronaldo

#### Videogioco preferito
- Super Mario Bros
- FIFA 06
- Harry Potter e il calice di fuoco
- X-Men: Il gioco ufficiale

## Premi speciali

### Slime Trajetóra
- Renato Aragão

### Planeta Laranja
- Detonautas

### Trabalho Solidário
- Afro Reggae